# Grumman C-1 Trader
Grumman C-1 Trader – pokładowy, dwusilnikowy samolot transportowy.

## Historia
Grumman C-1 Trader jest wersją rozwojową innej konstrukcji Grummana – S-2 Tracker. Wychodząc naprzeciw potrzebom US Navy na dostarczanie zaopatrzenia na lotniskowce, zmodyfikowano sprawdzoną już konstrukcję S-2 Trackera tak aby był w stanie przewieźć 1600 kg ładunku lub 9 pasażerów. Tak zmodyfikowany samolot swój pierwszy lot wykonał w styczniu 1955 i otrzymał pierwotnie oznaczenie TF-1.
W sumie zbudowano 83 samoloty C-1 Traders, z których cztery zostały później przekształcone w samolot walki elektronicznej (oznaczono je – WE-1A).
W latach 60. i 70. XX wieku C-1 Trader dostarczał pocztę i zaopatrzenie dla lotniskowców operujących na Oceanie Spokojnym podczas wojny w Wietnamie.
Ostatni C-1 został wycofany ze służby US Navy w 1988 roku. Około dziesięć nadal zdatnych do lotu maszyn oddano w ręce cywilne jako w pełni sprawne latające eksponaty.
W sierpniu 2010 roku, brazylijskie Lotnictwo Marynarki Wojennej zapowiedziało, że zamierza kupić osiem C-1. Samoloty miały zostać poddane gruntownej modernizacji obejmującej zamianę gwiazdowych silników Wright R-1820 nowszą konstrukcją turbośmigłową Honeywell TP331-14GR wyposażoną w pięciołopatowe śmigło. Dodatkowo planowano zmodernizować awionikę samolotów, a sześć z nich wyposażyć w instalację umożliwiającą tankowanie samolotów w locie. Dopiero w 2014 podpisano kontrakt na modernizację czterech samolotów do wersji KC-1 Super Trader (z 8 pozyskanych C-1A). Z powodu braku funduszy na remont w 2017 roku podjęto decyzję o wycofaniu ze służby lotniskowca A12 São Paulo do końca 2020.